# Кубок мира по лёгкой атлетике 1992
6-й Кубок мира по лёгкой атлетике прошёл 25—27 сентября 1992 года на стадионе «Панамерикано» в Гаване, столице Кубы. В турнире приняли участие по 8 команд среди мужчин и женщин: 5 сборных континентов и 3 сильнейшие страны. На протяжении трёх дней участники боролись за командную победу по итогам 20 мужских и 17 женских легкоатлетических дисциплин.
К участию в Кубке мира 1992 года были допущены по 8 мужских и женских команд:
- США
- По 2 лучшие сборные по итогам Кубка Европы 1991 года ( СССР и  Великобритания у мужчин и  Германия и  СССР у женщин)
- 5 сборных континентов: Азия, Америка, Африка, Европа, Океания

В связи с распадом СССР, произошедшим в декабре 1991 года, на соревнованиях выступала Объединённая команда.
В программу Кубка мира впервые был включён женский тройной прыжок.

## Формат
В каждой из проводимых дисциплин выступал один человек от команды. Команда-победитель определялась по наибольшей набранной сумме очков. Очки начислялись следующим образомː за победу в дисциплине — 8 очков, 2-е место — 7 очков, 3-е место — 6 очков, 4-е — 5 очков, 5-е — 4 очка, 6-е — 3 очка, 7-е — 2 очка, 8-е — 1 очко. Дисквалифицированные, сошедшие с дистанции, а также не имевшие зачётных попыток участники не получали ни одного очка.

## Соревнования
Олимпийская чемпионка Дерарту Тулу из Эфиопии сделала победный дубль на двух стайерских дистанциях, беге на 3000 и 10 000 метров. Также по две победы оказалось на счету Самуэля Матете и Сандея Бады, которые вместе выиграли эстафету 4×400 метров, а по отдельности — барьерный и гладкий бег на 400 метров соответственно.
Ещё одна победительница Олимпийских игр 1992 года в Барселоне, немецкая прыгунья в длину Хайке Дрекслер, уверенно выиграла соревнования с результатом 7,16 м, который она показала дважды, в первой и второй попытках. Кубок мира стал для неё 23-м стартом в 1992 году, на котором она прыгала на 7 метров и дальше.
Бразилец Робсон да Силва в третий раз подряд выиграл бег на 200 метров на Кубках мира.

## Командное первенство
Сборная Африки впервые в истории выиграла Кубок мира, опередив Великобританию на 12 очков. При этом за 5 предыдущих турниров африканцы ни разу не попадали в число призёров командного зачёта как у мужчин, так и у женщин.
В женских соревнованиях победу одержала Объединённая команда, составленная из спортсменок России, Украины и Белоруссии. Сборная ГДР, выигравшая четыре подряд Кубка мира, в 1992 году уже стала частью команды Германии. Несмотря на объединение страны, результат немецких женщин оказался худшим в истории: они впервые не попали в призовую тройку, заняв только пятое место.
| Место | Команда              | Очки |
| ----- | -------------------- | ---- |
| 1     | Африка               | 115  |
| 2     | Великобритания       | 103  |
| 3     | Европа               | 99   |
| 4     | Америка              | 92   |
| 5     | США                  | 90   |
| 6     | Объединённая команда | 84   |
| 7     | Азия                 | 80   |
| 8     | Океания              | 45   |

| Место | Команда              | Очки |
| ----- | -------------------- | ---- |
| 1     | Объединённая команда | 102  |
| 2     | Европа               | 94   |
| 3     | Америка              | 79   |
| 4     | США                  | 79   |
| 5     | Германия             | 74   |
| 6     | Африка               | 70   |
| 7     | Азия                 | 69   |
| 8     | Океания              | 40   |

## Результаты

### Сильнейшие в отдельных видах — мужчины
Сокращения: WR — мировой рекорд | AR — рекорд континента | NR — национальный рекорд | CR — рекорд Кубка мира

| Дисциплина                          | 1-е место                                                                | 1-е место          | 2-е место                                                        | 2-е место          | 3-е место                                                                   | 3-е место          |
| ----------------------------------- | ------------------------------------------------------------------------ | ------------------ | ---------------------------------------------------------------- | ------------------ | --------------------------------------------------------------------------- | ------------------ |
| 100 м (ветер: −0,3 м/с)             | Линфорд Кристи Великобритания                                            | 10,21              | Олападе Аденикен Африка/Нигерия                                  | 10,26              | Кэлвин Смит США                                                             | 10,33              |
| 200 м (ветер: +0,5 м/с)             | Робсон да Силва Америка/Бразилия                                         | 20,56              | Линфорд Кристи Великобритания                                    | 20,72              | Джефф Уильямс США                                                           | 20,75              |
| 400 м                               | Сандей Бада Африка/Нигерия                                               | 44,99              | Марк Ричардсон Великобритания                                    | 45,86              | Чип Дженкинс США                                                            | 46,10              |
| 800 м                               | Дэвид Шарп Великобритания                                                | 1.46,06            | Уильям Тануи Африка/Кения                                        | 1.46,14            | Андреа Бенвенути Европа/Италия                                              | 1.46,53            |
| 1500 м                              | Мухаммед Сулейман Азия/Катар                                             | 3.38,37            | Джона Бирир Африка/Кения                                         | 3.40,25            | Симон Фэрбразер Великобритания                                              | 3.40,30            |
| 5000 м                              | Фита Байиса Африка/Эфиопия                                               | 13.41,23           | Артуро Барриос Америка/Мексика                                   | 13.50,95           | Джеймс Фармер США                                                           | 14.02,90           |
| 10 000 м                            | Аддис Абебе Африка/Эфиопия                                               | 28.44,38           | Антонио Серрано Европа/Испания                                   | 28.54,38           | Михаил Дасько Объединённая команда                                          | 29.00,26           |
| 3000 м с препятствиями              | Филип Баркутво Африка/Кения                                              | 8.26,81            | Вильям ван Дейк Европа/Бельгия                                   | 8.32,06            | Шон Крейтон Океания/Австралия                                               | 8.33,79            |
| 110 м с барьерами (ветер: +0,3 м/с) | Колин Джексон Великобритания                                             | 13,07 CR           | Сергей Усов Объединённая команда                                 | 13,55              | Эмилио Валье Америка/Куба                                                   | 13,69              |
| 400 м с барьерами                   | Самуэль Матете Африка/Замбия                                             | 48,88              | Джон Риджен Великобритания                                       | 49,01              | Стефан Диагана Европа/Франция                                               | 49,34              |
| Прыжок в высоту                     | Юрий Сергиенко Объединённая команда                                      | 2,29 м             | Хавьер Сотомайор Америка/Куба                                    | 2,26 м             | Брендан Райлли Великобритания                                               | 2,26 м             |
| Прыжок с шестом                     | Игорь Потапович Объединённая команда                                     | 5,60 м             | Филипп Колле Европа/Франция                                      | 5,40 м             | Оккерт Бритс Африка/ЮАР                                                     | 5,30 м             |
| Прыжок в длину                      | Иван Педросо Америка/Куба                                                | 7,97 м (−0,5 м/с)  | Гордон Макки США                                                 | 7,89 м (+1,0 м/с)  | Чэнь Цзуньжун Азия/Китай                                                    | 7,84 м (−0,3 м/с)  |
| Тройной прыжок                      | Джонатан Эдвардс Великобритания                                          | 17,34 м (+1,7 м/с) | Фрэнк Рузерфорд Америка/Багамские Острова                        | 17,06 м (+1,6 м/с) | Туссен Рабенала Африка/Мадагаскар                                           | 17,03 м (+1,7 м/с) |
| Толкание ядра                       | Майк Сталс США                                                           | 21,34 м            | Сергей Николаев Объединённая команда                             | 20,14 м            | Вернер Гюнтёр Европа/Швейцария                                              | 19,75 м            |
| Метание диска                       | Энтони Вашингтон США                                                     | 64,86 м            | Роберто Мойя Америка/Куба                                        | 63,66 м            | Юй Вэньгэ Азия/Китай                                                        | 63,06 м            |
| Метание молота                      | Тибор Гечек Европа/Венгрия                                               | 80,44 м            | Игорь Никулин Объединённая команда                               | 78,28 м            | Лэнс Дил США                                                                | 77,08 м            |
| Метание копья                       | Ян Железный Европа/Чехословакия                                          | 88,26 м CR         | Том Петранофф Африка/ЮАР                                         | 79,90 м            | Владимир Сасимович Объединённая команда                                     | 78,40 м            |
| Эстафета 4×100 м                    | США · Брайан Бриджуотер · Кевин Браунскилл · Кэлвин Смит · Джефф Уильямс | 38,48              | Америка Андрес Симон Хоэль Ламела Хоэль Исаси Робсон да Силва    | 38,51              | Африка Джон Майлс-Миллс Олападе Аденикен Олуйеми Кайоде Сануси Турай        | 39,08              |
| Эстафета 4×400 м                    | Африка Бенъюнес Лахлу Самуэль Матете Симон Кембой Сандей Бада            | 3.02,14            | Америка Ласаро Мартинес Девон Моррис Трой Дуглас Норберто Тельес | 3.02,95            | Великобритания · Дуэйн Ладежо · Джон Риджен · Эллин Кондон · Марк Ричардсон | 3.03,95            |

### Сильнейшие в отдельных видах — женщины
| Дисциплина                          | 1-е место                                                         | 1-е место             | 2-е место                                                                               | 2-е место          | 3-е место                                                             | 3-е место          |
| ----------------------------------- | ----------------------------------------------------------------- | --------------------- | --------------------------------------------------------------------------------------- | ------------------ | --------------------------------------------------------------------- | ------------------ |
| 100 м (ветер: +1,1 м/с)             | Наталья Воронова Объединённая команда                             | 11,33                 | Лилиана Аллен Америка/Куба                                                              | 11,34              | Тянь Юймэй Азия/Китай                                                 | 11,44              |
| 200 м (ветер: −0,3 м/с)             | Мари-Жозе Перек Европа/Франция                                    | 23,07                 | Наталья Воронова Объединённая команда                                                   | 23,24              | Чэнь Чжаоцзин Азия/Китай                                              | 23,27              |
| 400 м                               | Джерл Майлз США                                                   | 50,64                 | Чармейн Крукс Америка/Канада                                                            | 51,54              | Людмила Джигалова Объединённая команда                                | 52,47              |
| 800 м                               | Мария Мутола Африка/Мозамбик                                      | 2.00,47               | Джотта Кларк США                                                                        | 2.01,60            | Елена Афанасьева Объединённая команда                                 | 2.02,19            |
| 1500 м                              | Екатерина Подкопаева Объединённая команда                         | 4.17,60               | Малгожата Рыдз Европа/Польша                                                            | 4.18,16            | Алиса Хилл США                                                        | 4.18,41            |
| 3000 м                              | Дерарту Тулу Африка/Эфиопия                                       | 9.05,89               | Вера Чувашёва Объединённая команда                                                      | 9.08,30            | Маргарета Кесег Европа/Румыния                                        | 9.09,03            |
| 10 000 м                            | Дерарту Тулу Африка/Эфиопия                                       | 33.38,97              | Кристин Тонстра Европа/Нидерланды                                                       | 33.46,19           | Чжун Хуаньди Азия/Китай                                               | 33.53,09           |
| 100 м с барьерами (ветер: −0,8 м/с) | Альюска Лопес Америка/Куба                                        | 13,06                 | Анн Пикеро Европа/Франция                                                               | 13,13              | Габриэла Рот Германия                                                 | 13,34              |
| 400 м с барьерами                   | Сандра Фармер-Патрик США                                          | 55,38                 | Гоури Ретчакан Европа/Великобритания                                                    | 55,66              | Маргарита Пономарёва Объединённая команда                             | 56,46              |
| Прыжок в высоту                     | Иоамнет Кинтеро Америка/Куба                                      | 1,94 м                | Галина Астафей Европа/Румыния                                                           | 1,91 м             | Люсьенн Н’Да Африка/Кот-д’Ивуар                                       | 1,88 м             |
| Прыжок в длину                      | Хайке Дрекслер Германия                                           | 7,16 м (+1,4 м/с)     | Елена Синчукова Объединённая команда                                                    | 6,85 м (+1,3 м/с)  | Людмила Нинова Европа/Австрия                                         | 6,59 м (+0,7 м/с)  |
| Тройной прыжок                      | Ли Хуэйжун Азия/Китай                                             | 13,88 м (−0,6 м/с) CR | Галина Чистякова Объединённая команда                                                   | 13,67 м (−0,5 м/с) | Элоина Эчеваррия Америка/Куба                                         | 13,45 м (+0,3 м/с) |
| Толкание ядра                       | Бельси Ласа Америка/Куба                                          | 19,19 м               | Марина Антонюк Объединённая команда                                                     | 17,98 м            | Катрин Наймке Германия                                                | 17,97 м            |
| Метание диска                       | Марица Мартен Америка/Куба                                        | 69,30 м               | Ильке Вилудда Германия                                                                  | 67,90 м            | Минь Чуньфэн Азия/Китай                                               | 63,38 м            |
| Метание копья                       | Тереза Сандерсон Европа/Великобритания                            | 61,86 м               | Ирина Костюченкова Объединённая команда                                                 | 58,10 м            | Дульсе Гарсия Америка/Куба                                            | 58,08 м            |
| Эстафета 4×100 м                    | Азия Гао Хань Тянь Юймэй Чэнь Чжаоцзин Сяо Ехуа                   | 43,63                 | Европа Валери Жан-Шарль Одия Сидибе Одиль Синга Мари-Жозе Перек                         | 44,02              | Африка Лалао Раваонириана Руфина Уба Фейт Идехен Кристи Опара-Томпсон | 44,21              |
| Эстафета 4×400 м                    | Америка Рози Эдех Чармейн Крукс Норфалия Карабали Химена Рестрепо | 3.29,73               | Объединённая команда Марина Шмонина Людмила Джигалова Маргарита Пономарёва Елена Рузина | 3.30,43            | Африка Тина Паулино Омоладе Акинреми Мария Мутола Омотайо Акинреми    | 3.31,90            |